# J'ai fui l'Allemagne nazie
J'ai fui l'Allemagne nazie est un roman historique de Yaël Hassan, paru en 2007.

## Synopsis
C'est l'histoire d'une jeune juive de 13 ans qui vit en Allemagne avec sa famille (père, mère, grand-père). Le 16 novembre 1938, Mademoiselle Hirsh demande à Rénate et Ilse de quitter la classe parce que les juifs n'ont plus le droit d'aller à l'école. De plus, les juifs doivent quitter l'Allemagne, mais le père d'Ilse ne veut pas laisser ses parents en Allemagne.
Ilse démarre son journal aux lendemains de la Nuit de Cristal. Elle le poursuit tout au long de son exil sur un bateau mis à la disposition de 700 juifs par le gouvernement d'Hitler en échange de tous leurs biens et d'une énorme somme d'argent.
Cet ouvrage fait le récit du voyage de ces 750 juifs vers La Havane. Une fois arrivés à Cuba, le sort s'acharne sur eux puisqu'on leur refuse de débarquer. D’interminables négociations commencent pour trouver une terre d’accueil, après le refus des États-Unis.

## Caractère pédagogique de cet ouvrage
Au sein du ministère français de l'Éducation nationale, l'académie de Dijon recommande aux enseignants d'utiliser cet ouvrage pour « porter l'attention du lecteur sur la forme du roman historique » et l'académie de Caen l'a placé dans sa base documentaire à destination des enseignants.
De même, le gouvernement canadien, via sa direction des ressources éducatives françaises, conseille cet ouvrage en niveau « intermédiaire », c'est-à-dire entre « jeune enfance » et « secondaire ».

## Critique
L'ouvrage a été présenté lors de l'émission hebdomadaire de la chaîne de télévision France 5, le 7 mai 2010.

## Éditions
- Yaël Hassan, J'ai fui l'Allemagne nazie : journal d'Ilse, 1938-1939, Gallimard Jeunesse, 2007, 108 p. (ISBN 9782070611959)